# 市口順亮
市口 順亮（いちぐち よしあき、1940年4月9日 - ）は、日本の元ラグビー選手で、指導者。元京都大学ラグビー部監督、元新日本製鐵（新日鉄）釜石ラグビー部主将・監督・部長。

## 略歴・人物
大阪府大阪市に生まれ、大手前高校を経て京都大学工学部に入学。身長175cmを超える、当時としてはかなり大型の選手で、FWとして活躍し、4年生次は主将を務める。大学時代の監督は星名秦。
1964年、大学を卒業して新日鉄の前身富士製鐵に入社し、同ラグビー部に入部。学生時代に星名に師事していた影響で、海外の最先端のラグビーに関する本に目を通していた市口は、1966年にラグビー部の副将となって、チームの指導の中心人物となった。そして1967年度主将、1968年には監督となって1970年度までチームの強化に努めた結果、1970年度には社会人大会で優勝を果たす。日本選手権大会では早稲田大学に敗れたものの、製鉄所の合併による廃部の危機は免れた。その後は新日鐵釜石ラグビー部副部長、部長を歴任。1978年度から1984年度まで前人未到の日本選手権7連覇の基礎を築いた人物の一人といえる。
1992年に新日鉄を退社し、大阪にある中央広告株式会社に入社。1993年度から2005年度まで京都大学ラグビー部の監督を務める。

## エピソード
現在、日本全国のラグビー選手が普通に練習として取り入れているタッチフットは、市口が釜石の練習メニューとして全国で最初に導入した。学生時代にアメリカンフットボール部がタックル無しの練習を行っていたのを見てヒントにしたという。